# Camera dei delegati del Maryland
La Camera dei delegati del Maryland è la camera bassa dell’Assemblea generale del Maryland. Essa si riunisce, insieme al Senato, nel Campidoglio dello Stato del Maryland. 
È composta da 141 membri, ognuno dei quali eletti per un mandato quadriennale. I rappresentanti non sono soggetti a un numero di mandati.